# ヨハン・アウグスト・カール・ジーファース
ヨハン・アウグスト・カール・ジーファース（Johann August Carl (Karl) Sievers 、1762年 - 1795年）は、ドイツ（神聖ローマ帝国）生まれでロシア帝国で働いた植物学者である。

## 生涯
現在のニーダーザクセン州のパイネ（Peine）に生まれた。1785年に22歳のジーファースはロシアのサンクトペテルブルクに移住した。1789年にシベリアに薬用植物、大黄を探す探検に参加した。6世紀にアラビアから西ヨーロッパに伝えられた大黄は消炎・止血・緩下作用があり、重用された高価な薬用植物であった。中国からの輸入にたよるのを止めるためにロシア医学アカデミーはダイオウの自生地を探し、栽培を行うための探索を行った。中国に入ることは許されなかったのでダイオウを見つけることはできず、ジーファースの探索は実らなかった。1870年代に種の同定が行われたダイオウは、ロシアの中央アジア探検家のプルシュワルスキ（Nikolai Mikhailovich Prschewalski）が中国人から購入した種子がサンクトペテルブルクにもたらされた。
1790年から1795年の間のキルギスの草原やモンゴル、ウラルからバイカル湖の東部までの探検の詳細は文書で報告された。この記録はペーター・ジーモン・パラスが『ジーファースの書簡』（"Sievers Briefe"）というタイトルで刊行した。ジーファースは多くの植物を収集し、パラスは『ヨハネス・ジーファースの収集した新植物』（"Plantae novae ex herbario et schedis defuncti botanici Johannis Sievers"）として刊行した。
リンゴの原種、Malus sieversiiなどに献名されている。 

## 著書
- Briefe aus Sibirien an seine Lehrer, den königl. Grossbritannischen Hofapotheker Herrn Brande, den königl. Grosbritannischen Botaniker Herrn Erhardt, und den Bergscommissarius und Rathsapotheker Herrn Westrum. Logan, St. Petersburg 1796.
- Portrait des Kapitäns Daikokuya Kodayu, Stammbuch des Johann August Karl Sievers, 1782–1795.